# Microdon rheochryssus
Microdon rheochryssus är en tvåvingeart som beskrevs av Hull 1944. Microdon rheochryssus ingår i släktet myrblomflugor, och familjen blomflugor. Inga underarter finns listade i Catalogue of Life.